# Larocheopsis
Larocheopsis is een geslacht van weekdieren uit de klasse van de Gastropoda (slakken).

## Soorten
- Larocheopsis amplexa B. A. Marshall, 1993
- Larocheopsis macrostoma Geiger & B. A. Marshall, 2012